# 新報国マテリアル
 新報国マテリアル株式会社（しんほうこくマテリアル）は埼玉県川越市にある特殊鋼・合金メーカー。

## 沿革
- 1939年（昭和14年）4月 - 三徳工業川越工場を設立
- 1949年（昭和24年）9月 - 新三徳工業株式会社を設立
- 1949年10月（昭和24年） - 報国製鉄株式会社と合併し新報国製鉄株式会社に社名変更
- 1963年（昭和38年）5月 - 店頭登録市場（現・JASDAQ）に株式公開
- 2000年（平成12年）11月 - 子会社の山本重工業株式会社を設立
- 2010年（平成22年）3月 - 山本重工業を完全子会社化
- 2011年（平成23年）4月 - 山本重工業を株式会社新報国製鉄三重に社名変更
- 2017年（平成29年） - 新報国製鉄三重を吸収合併
- 2021年（令和3年）10月 - 新報国マテリアル株式会社に社名変更[3]

## 会社概要
太平洋戦争中は軍需工場として日本軍の軍艦・戦車・戦闘機・兵器の部品材料を製造していた。戦後からは鋳鋼技術を活かして大手鉄鋼メーカーから受託された加工品を製造しつつ、特殊鋼加工にも注力していった。平成期からは子会社 山本重工業（現・新報国製鉄三重）と共同で液晶・鉄道・半導体装置向け加工品を製造している。また、鉄のみに限らず非鉄の新素材利用の開発・研究・検査にも今までの製造技術を応用している。

## 工場
- 本社に併設
- 三重工場 三重県三重郡川越町高松字中島835-1